# Abarema obovalis
Abarema obovalis är en art av växter som först beskrevs av Achille Richard, och fick sitt nu gällande namn av Barneby och J.W.Grimes. Abarema obovalis ingår i släktet Abarema, och familjen ärtväxter. Inga underarter finns listade i Catalogue of Life.